# Hunter: The Vigil
Hunter: The Vigil est un jeu de rôle contemporain fantastique publié par White Wolf Publishing pour le Monde des Ténèbres[Quand ?].
Comme tout jeu du Monde des Ténèbres, l'univers de Hunter: The Vigil est similaire au nôtre, à ceci près que les monstres et le surnaturel existent. Dans le cas de Hunter: The Vigil, les personnages seront des êtres tout ce qu'il a de plus humains en apparence, ayant été en contact avec le surnaturel et ayant décidé de le combattre, de plusieurs manières.

## Présentation
L'inspiration principale est la même que la version antérieure Hunter: The Reckoning édité en français par Hexagonal sous le nom d'Exterminateur : Le Jugement. Les joueurs incarnaient des humains "visités" par une conscience supérieure leur donnant les moyens de s'attaquer à la cause du jugement dernier arrivant, les créatures surnaturelles.
Dans cette nouvelle version, il n'y a plus d'êtres supérieurs visitant les joueurs, ils s'éveillent d'eux-mêmes au monde qui les entoure et à partir de là, ils auront ou non la possibilité de rejoindre les divers acteurs occultes.
Depuis toujours, les hommes restent proches des sources de lumière, mais certains s'en sont éloignés à la lumière des bougies, vous êtes de ceux-là, les lumières perçant les ténèbres du monde.

## Histoire
Depuis l'aube des temps, l'Humanité est impliquée dans une guerre surnaturelle sans le savoir. De temps à autre, certains hommes ouvrent les yeux sur le monde qui les entoure. À partir de là, deux choix s'offrent à eux, subir ou combattre. Certains choisissent la première solution. D'autres ont compris que l'avenir de l'Humanité ne serait possible qu'en combattant.
Les premiers Hunter ont marqué l'histoire, et transmis leur savoir pour qu'au fur et à mesure du temps, l'homme soit capable de combattre ses plus grandes craintes. Certains périrent rapidement, d'autres ont compris qu'ils leur faudrait plus de volonté pour combattre. 

## Organisations
Les Hunters se répartissent en plusieurs degrés (tiers en anglais), leur donnant accès à des informations, et/ou pouvoirs spécifiques. Ces degrés se divisent en "Cellules", "Conventions" et en "Conspirations" et suivent une logique hiérarchique.

### Cellule
Les "Cellules" (Cells en anglais) sont des groupuscules composés d'une dizaine, voire moins, d'Hunters. En termes de jeu, il correspond aux groupes de joueurs. Il regroupe des personnes voulant protéger le voisinage ou une petite communauté. Il peut y avoir plusieurs "Cells" au sein d'une même ville.

### Convention
Dans la hiérarchie, viennent ensuite les "Conventions" (Compact en anglais), des groupes créé à la base par regroupement de Cellules. Ils comptent plusieurs centaines de membres et se regroupent par leurs objectifs communs. En voici la liste :
Ashwood Abbey : une Convention qui considère la chasse aux monstres comme un sport, ses membres n'hésitent pas à chasser avec des Hunters non affiliés.
The Long Night : une Convention aux idées très bibliques qui estiment que les monstres arrivent pour le Jugement Dernier, mais qui les repousseront en attendant le jugement divin.
The Loyalist of Thule : une Convention qui se considère en dette envers l'Humanité et voue donc son existence à la chasse aux monstres pour se repentir de son lourd passé.
Network 0 : une Convention qui cherche à montrer l'existence du surnaturel par tous les moyens possibles (télévision, radio, internet)
Null Mysteriis : une Convention qui se charge de l'étude scientifique du surnaturel.
The Union : une Convention de personnes normales qui vivent normalement le jour et chassent la nuit pour protéger leurs familles et leurs maisons.

### Conspiration
Les "Conspirations" (Conspiracy en anglais) viennent compléter le tableau. Ce sont des organisations à l'échelle mondiale qui ont une connaissance énorme de tous les acteurs occultes. Ils permettent entre autres d'équiper les Hunters d'objets ou de savoirs pour combattre le surnaturel.
Aegis Kai Doru : un groupe qui recherche des artefacts légendaires pour combattre les Mages et les Loups Garou à cause d'une ancienne querelle. Ils donnent accès aux "artefacts".
Ascending Ones : un groupe qui tire son héritage de l'Islam et de l'ancienne Égypte, cherchant à exclure les fantômes qui hantent ce monde. Ils donnent accès aux "élixirs".
Cheiron Group : Des corporations multinationales qui testent sur les êtres surnaturels des moyens de combattre certaines maladies, comme le cancer ou le sida. Ils donnent accès à la "thaumatechnologie".
Lucifuge : Des descendants des anges déchus et qui recherche la rédemption en combattant le véritable Mal. Ils donnent accès à la "castigation".
Malleus Maleficarum : Un groupe d'exécuteurs présent au sein de l'Église catholique romaine agissant depuis le Moyen Âge. Spécialisé dans la chasse aux vampires, ils donnent accès aux "bénédictions".
Task Forces : VALKIRIE : un groupe dépendant des gouvernements ayant tendance à recruter dans les forces militaires. Connu sous le nom d'hommes en noir, ils cherchent à cacher au grand public l'existence du surnaturel. Ils donnent accès à "advanced armory".

## Talents
Les "Conspirations" donnent aux Hunter la possibilité d'attaquer les forces surnaturelles grâce à des capacités ou des objets puissants. Cette possibilité d'avoir de quoi faire son travail correctement se nomme Talents. Chaque "Conspiration" a un Talent particulier, mais couvrant un vaste rayons d'action. En termes de jeu, ce sont des atouts que les joueurs peuvent "acheter" à l'aide de points d'expérience.
- Artefacts : Les artefacts sont des puissants objets que l'on peut trouver dans toutes les cultures du monde, bien que la plupart proviennent de la Grèce antique. Bien que la plupart semble commun au premier abord, un Aegis Kai Doru saura reconnaitre le potentiel d'un tel objet et l'utilisera à bon escient.

- Élixirs : Les élixirs sont un ensemble de potions et parfois de poisons élaboré par les Hunter des "Ascending one" permettant à leur corps de réaliser des actions extraordinaires comme souffler une gerbe de flammes par exemple.

- Thaumatechnologie : L'étude scientifique par le groupe Cheiron des acteurs surnaturelles et de leurs capacités leur a permis de comprendre que certains d'entre eux étaient, voire sont encore humains. Ils ont compris comment greffer à leur agent de terrain certains organes des êtres surnaturels, leur donnant ainsi une partie de leurs capacités.

- Castigation : Un art sombre que les lucifuges utilisent par le biais de rituels.

- Bénédictions : Les exécuteurs tirent dans la Bible de véritables exploits réalisés par des Saints. En priant ses Saints, ils peuvent ainsi utiliser une partie de ce qui faisaient leur force.

- Advanced Armory : La Task Forces : Valkirie apprend vite ce qui peut blesser ou détruire une créature surnaturelle. Cette compréhension leur permet de mettre au point des armes et tout ce qui va avec pour équiper ses agents de terrain.